# 邦迪拉
邦迪拉是印度阿鲁纳恰尔邦西卡门县的行政中心，也是阿鲁纳恰尔邦的60个选区之一。中華人民共和國對當地宣稱擁有主權。

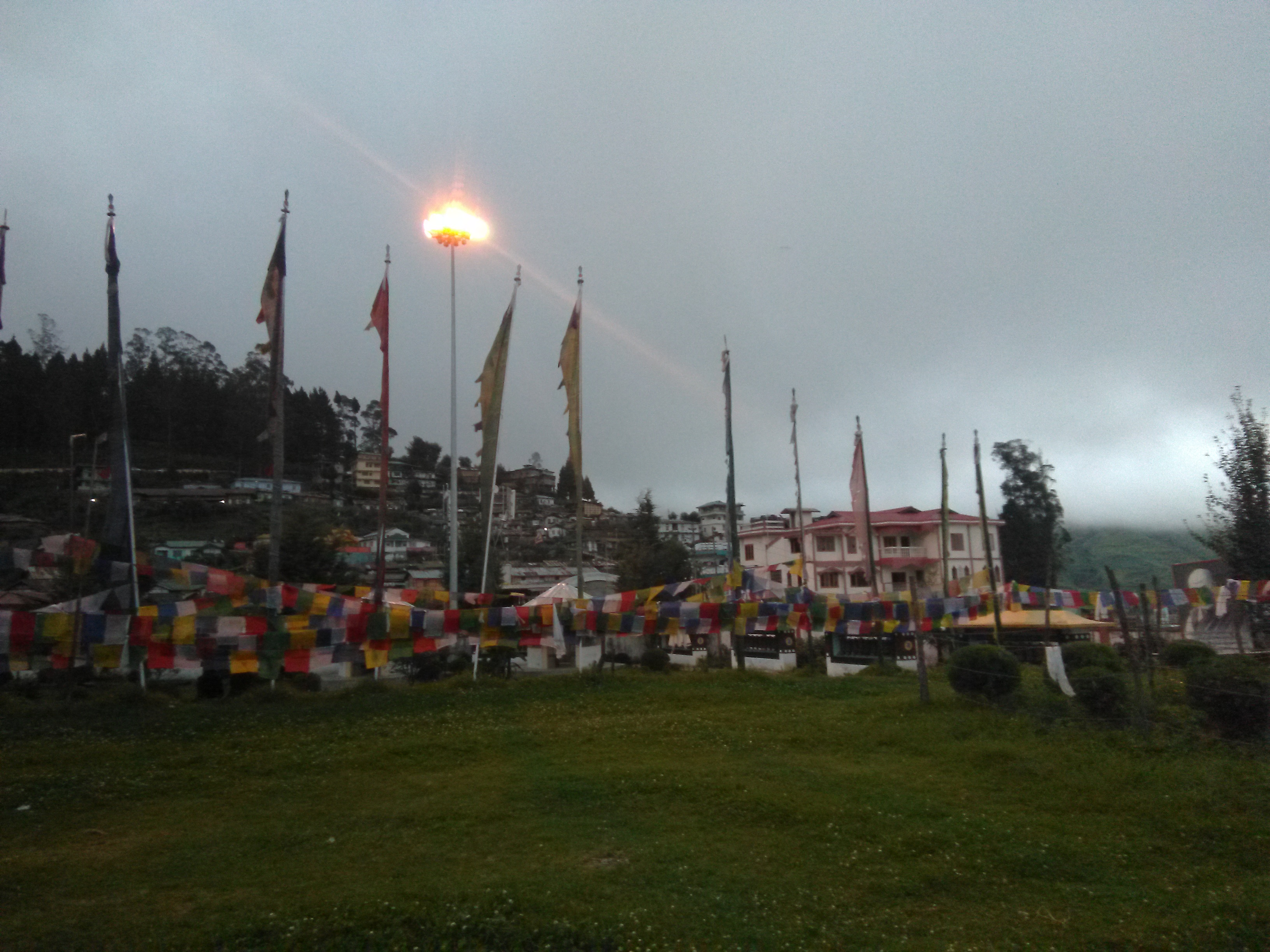
邦迪拉

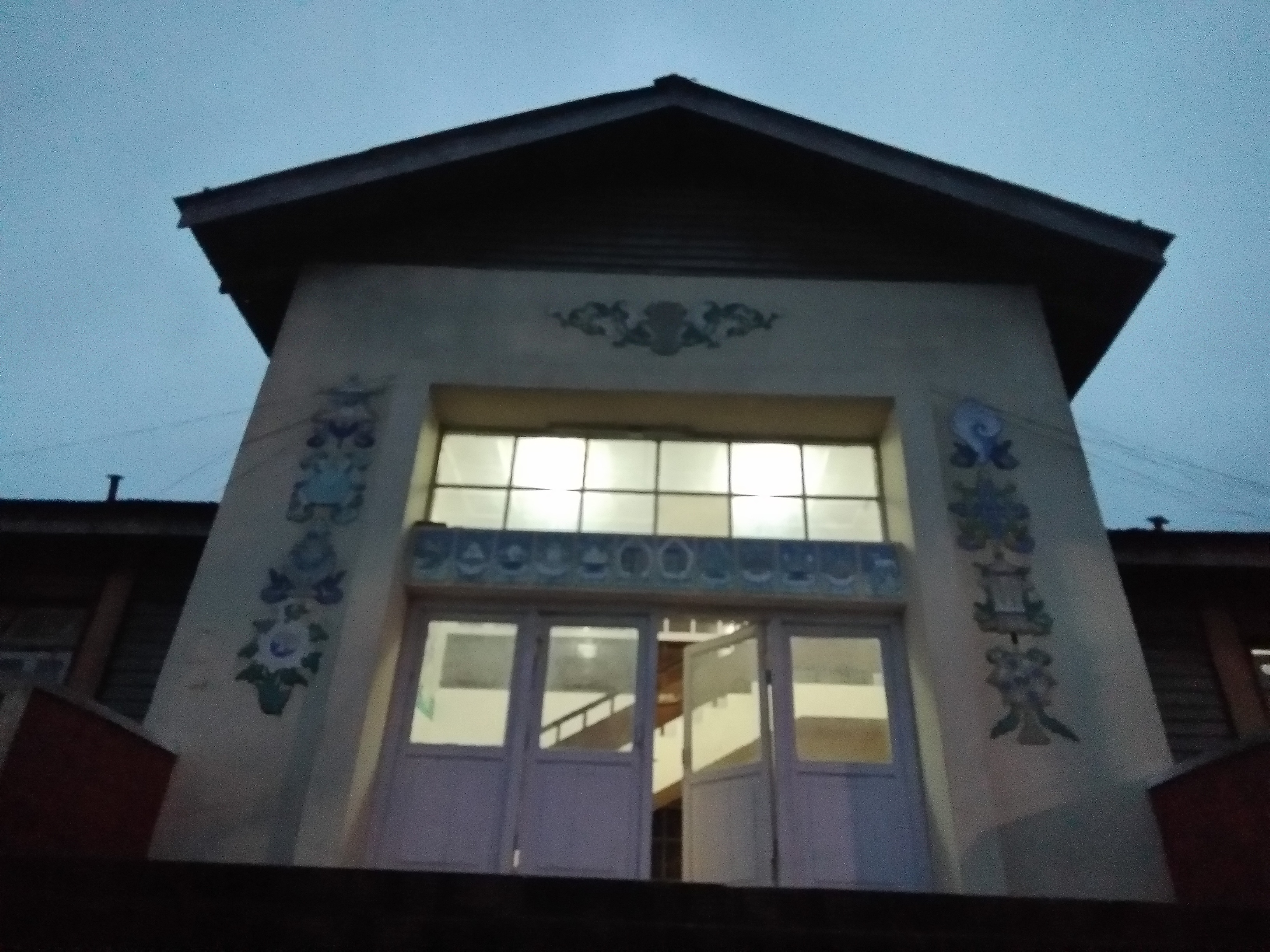
邦迪拉的行政中心

## 地理和气候
邦迪拉海拔平均为2415米，全年氣溫在31°F至66°F之间。

## 人口统计
根據2001年印度人口普查，邦迪拉當地有6685人。男性占總人口的54%，女性占46%。邦迪拉的平均识字率为69%，高于印度全国平均水平59.5%；男性识字率为75%，女性识字率为63%。當地的民族有门巴族、谢尔杜克彭人、米吉人、布古恩人以及阿卡部落。